# Distretto di Sanshui
Il distretto di Sanshui (三水区S, SānshǔiP) è un distretto della Cina, situato nella provincia del Guangdong e amministrato dalla prefettura di Foshan.